# Filippo Mordani
Filippo Mordani (Ravenna, 8 settembre 1797 – Forlì, 20 settembre 1886) è stato un letterato e patriota italiano.

## Biografia
Figlio terzogenito di Antonio Mordani e Annunziata Mazzotti, frequentò tra il 1815 e il 1820 il collegio di Ravenna dove studiò retorica, letteratura e filosofia avendo come insegnante il filologo Pellegrino Farini. Sebbene spronato verso una carriera notarile da parte della famiglia, egli scelse di dedicarsi agli studi delle opere classiche latine e italiane. Durante questo periodo tradusse diverse opere come l'Historiarum Ravennatum libri decem di Girolamo Rossi e alcuni classici tra i quali Teocrito, Seneca e Plutarco.
Nel maggio del 1827 divenne insegnante di grammatica nel ginnasio di Ravenna. Nel 1841 ottenne il diploma di socio d'onore dell'Accademia Ravegnana di Belle Arti grazie alle opere scritte in precedenza. Nell'ottobre del 1842, col pensionamento di Dionigi Strocchi, vinse il concorso per la cattedra di eloquenza del collegio. Tuttavia poté intraprendere l'insegnamento solo nel gennaio del 1843 a causa di alcune opposizioni venutesi a creare in seguito ai suoi coinvolgimenti nei moti del 1831.
Nel 1849 fu eletto membro della Costituente Romana come rappresentante di Ravenna. In seguito al suo voto per il decadimento del potere temporale venne esautorato dall'insegnamento, in un secondo momento incarcerato ed infine esiliato dallo Stato della Chiesa. Andò ad abitare a Firenze, dove visse per 5 anni prima di fare ritorno a Ravenna nel 1855 grazie all'intercessione di Giuseppe Pasolini.
Nel 1859 prese parte all'Assemblea delle Romagne come deputato del primo collegio di Ravenna.

## Opere
- Raccolta delle composizioni poetiche 1820
- Composizioni poetiche 1825
- Vite di Cristoforo Rossi e di monsignor Giuseppe Mazzotti ravegnati 1826
- Biografie e ritratti di uomini illustri romagnoli 1834
- Tre novelle storiche 1839
- Elogio storico di Salomone Gessner 1840
- Biografia di Paolo Costa 1840
- Elogio storico di Giorgio Lord Byron 1841
- Prose varie 1842
- Prose 1847
- Appendice prima delle Prose 1863
- Iscrizioni 1865

- Vita di Luigi Rossini architetto e incisore 1865
- Commentario degli studi e de' costumi di Luigi Bufalini cesenate 1866
- Vita di Jacopo Landoni 1868
- Vita di Alessandro Cappi 1868
- Vita di Gaetano Monti 1869
- Nuove iscrizioni 1869
- Alcune lettere inedite 1870
- Della vita privata di Giovacchino Rossini. Memorie inedite 1871
- Operette 1874
- Lettera inedita di Gasparo Garatoni ravennate 1878
- Lettere famigliari inedite 1880

## Riconoscimenti
A Ravenna è presente la scuola pubblica elementare Filippo Mordani, situata nell'omonima via del centro della città. All'interno di essa vi è dal 2009 una lapide e dal 2014 un busto che commemorano lo scrittore e patriota ravennate.